# Vrbnica
Vrbnica este o comună slovacă, aflată în districtul Michalovce din regiunea Košice. Localitatea se află la altitudinea de 105 m deasupra n.m., se întinde pe o suprafață de 4,94 km2 și în 2017 număra 1.132 de locuitori.

## Istoric
Localitatea Vrbnica este atestată documentar din 1330.

## Demografie
| An:                | 1994 | 2004    | 2014    | 2024    |
| ------------------ | ---- | ------- | ------- | ------- |
| Număr de persoane: | 601  | 806     | 1020    | 1321    |
| Diferență:         |      | +34,10% | +26,55% | +29,50% |

| An:                | 2023 | 2024   |
| ------------------ | ---- | ------ |
| Număr de persoane: | 1281 | 1321   |
| Diferență:         |      | +3,12% |